# Antonín Zeman (generál)
Generálmajor in memoriam Antonín Zeman (též krycím jménem Antonín Barovský, 3. června 1891 Stříbřec – 1. prosince 1956 České Budějovice) byl legionář, československý vojenský velitel za 2. světové války a politický vězeň komunistického režimu v Československu.

## Život

### Před první světovou válkou
Antonín Zeman se narodil 3. června 1891 ve Stříbřeci na Jindřichohradecku. Mezi lety 1897 a 1905 vychodil obecnou školu a mezi lety 1905 a 1906 absolvoval hospodářský kurz.

### První světová válka
Základní vojenskou službu v c. k. armádě nastoupil v říjnu 1913 k císařským střelcům do Innichenu, se kterými odjel v srpnu 1914 na ruskou frontu. Velel družstvu a posléze četě. V hodnosti četaře padl v listopadu 1914 u Tarnówa do zajetí. Prošel trojicí internačních táborů a v dubnu 1916 se přihlásil do Československých legií, do kterých byl přijat v srpnu téhož roku. Bojoval v bitvě u Zborova a v dalších střetech. V září 1918 byl těžce raněn v bojích s bolševiky na Urale, poté se léčil v Jekatěrinburgu. V roce 1919 absolvoval důstojnickou školu ve Sljuďance a dosáhl hodnosti podporučíka. Velel pěší četě, později kulometné rotě. Absolvoval Sibiřskou anabázi.

### Mezi světovými válkami
Do Československa se Antonín Zeman vrátil 22. dubna 1920 a byl umístěn do Jindřichova Hradce. Vzdělával se a hodnostně stoupal. V září 1930 byl převelen do Chustu na post zástupce velitele praporu a v listopadu téhož roku povýšen již na majora. Od roku 1932 sloužil jako pobočník velitele pluku. 1. prosince. 1936 byl jmenován velitelem praporu Stráže obrany státu Chust a zároveň vojensko-technickým referentem u hlavního okresního politického úřadu tamtéž, o měsíc později byl povýšen do hodnosti podplukovníka. Zpravodajsky spolupracoval s rumunskou špionážní službou proti Maďarsku. V březnu 1939 nejprve řídil akce na potlačení povstání ukrajinských nacionalistů a poté se účastnil ústupových bojů československých jednotek před maďarskou armádou do Rumunska.

### Druhá světová válka
Po likvidaci Československé armády vstoupil Antonín Zeman do Obrany národa a pokračoval ve spolupráci s rumunskou špionážní službou. Poté, co mu začalo hrozit zatčení odešel v lednu 1940 přes Slovensko a Jugoslávii do Francie, kde se v rámci zde vzniklé Československé armády stal velitelem praporu a zúčastnil se bojů proti Německu. Kvůli rodině začal až do konce války používat krycí jméno Barovský. Po porážce Francie se evakuoval do Spojeného království, kde působil ve funkcích velitelů různých praporů. Kromě dalšího vzdělávání prodělal i tankistický kurz, byl povýšen na plukovníka a stal se zástupcem velitele Československé samostatné obrněné brigády generála Aloise Lišky. V září 1944 se i s brigádou vylodil v Normandii, aby se až do konce války účastnil obléhání Dunkerque.

### Po druhé světové válce
Po návratu do Československa byl už opět pod jménem Antonín Zeman povýšen do hodnosti brigádního generála a stal se v Praze velitelem tankového vojska při velitelství 1. oblasti. V prosinci 1947 mu byla udělena dovolená, po výzvě k opuštění služebního bytu se přestěhoval do rodného Stříbřece a v dubnu 1948 byl přeložen do výslužby. V červnu 1950 musel být kvůli žlučníkovým záchvatům hospitalizován v nemocnici v Jindřichově Hradci. Jeho nepřítomnosti využila SNB k provedení domovní prohlídky, jeho rodina byla dvakrát násilně přestěhována díky čemuž přišla o nábytek a Antonín Zeman byl ještě v nemocnici zatčen a krátkodobě vězněn. Zároveň mu byla z politických důvodů odňata hodnost brigádního generála. V dubnu 1951 byl vojenským soudem odsouzen na jeden rok podmíněně za přečin proti uchovávání státního tajemství. Záminkou byly dvě staré vojenské příručky, z nichž jedna byla vydána ještě v Anglii, které byly nalezeny při výše zmíněné domovní prohlídce. Byl mu snížen důchod a Antonín Zeman byl nucen nastoupit na lesní práce, přičemž se mu začala ozývat stará zranění. Důchod mu byl po odvolání navrácen v roce 1953. Zemřel v nemocnici v Českých Budějovicích 1. prosince 1956 v hodnosti vojína v záloze. Návrat hodnosti mu rehabilitační komise navrhla v roce 1968.

## Rodina
Antonín Zeman se v roce 1921 oženil s Annou Holickou, později se mu narodila dcera Olga. Přestože během války používal krycí jméno Barovský, byla jeho manželka v roce 1942 zatčena a do konce války vězněna v internačním táboře ve Svatobořicích.

## Vyznamenání
- Československý válečný kříž 1914–1918
- Kříž svatého Jiří (Rusko)
- Československá revoluční medaile
- Československá medaile Vítězství
- Bachmačská pamětní medaile
- Československý válečný kříž 1939
- Československá medaile Za chrabrost před nepřítelem
- Croix de guerre avec palme
- Řád čestné legie
- Řád za vynikající službu
- Pamětní medaile československé armády v zahraničí